# Rhodothermaceae
Rhodothermaceae es una familia de bacterias gramnegativas perteneciente al orden Rhodothermales. Se describió en el año 2012. Son bacterias aerobias, termófilas y sin movilidad. Incluye géneros termófilos y marinos como Rhodocaloribacter y Rhodothermus. En cambio, el género Natronotalea es de ambientes acuáticos en lagos hipersalinos.

## Taxonomía
Actualmente consta de tres géneros, con un total de 5 especies:
- Género Natronotalea
  - N. proteinilytica
- Género Rhodocaloribacter
  - R. litoris
- Género Rhodothermus
  - R. bifroesti
  - R. marinus
  - R. profundi